# IC 887
IC 887 је ознака објекта на координатама са ректансцензијом 13h 24m 12,0s и деклинацијом - 12° 27" 38'. Открио га је Луис Свифт, 24. априла 1887. Каснијим посматрањима на том положају није уочен никакав астрономски објекат.